# Dryopteris marginalis x spinulosa
Dryopteris marginalis x spinulosa là một loài dương xỉ trong họ Dryopteridaceae. Loài này được Slosson, Benedict mô tả khoa học đầu tiên năm 1909.
Danh pháp khoa học của loài này chưa được làm sáng tỏ. 

## Hình ảnh

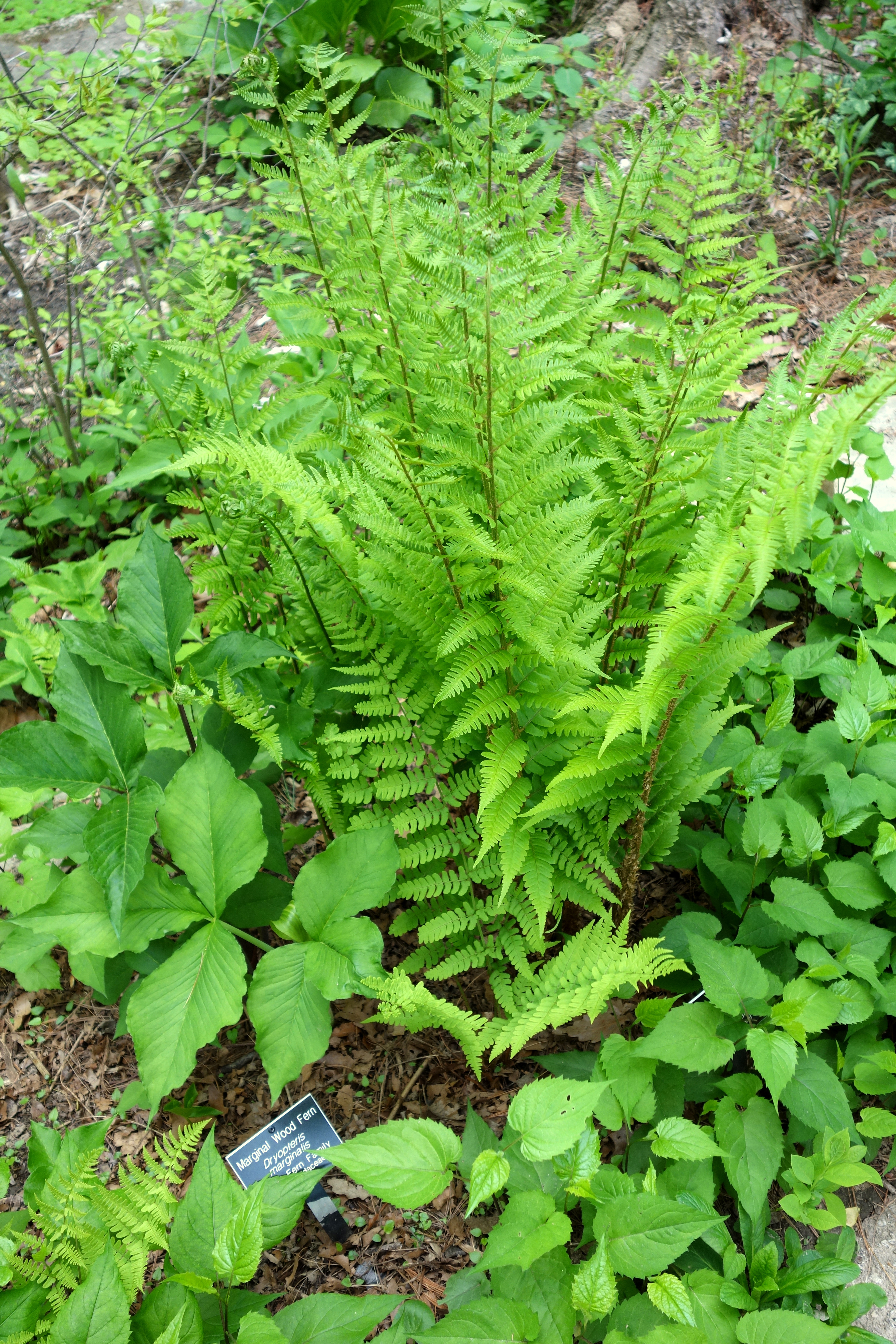
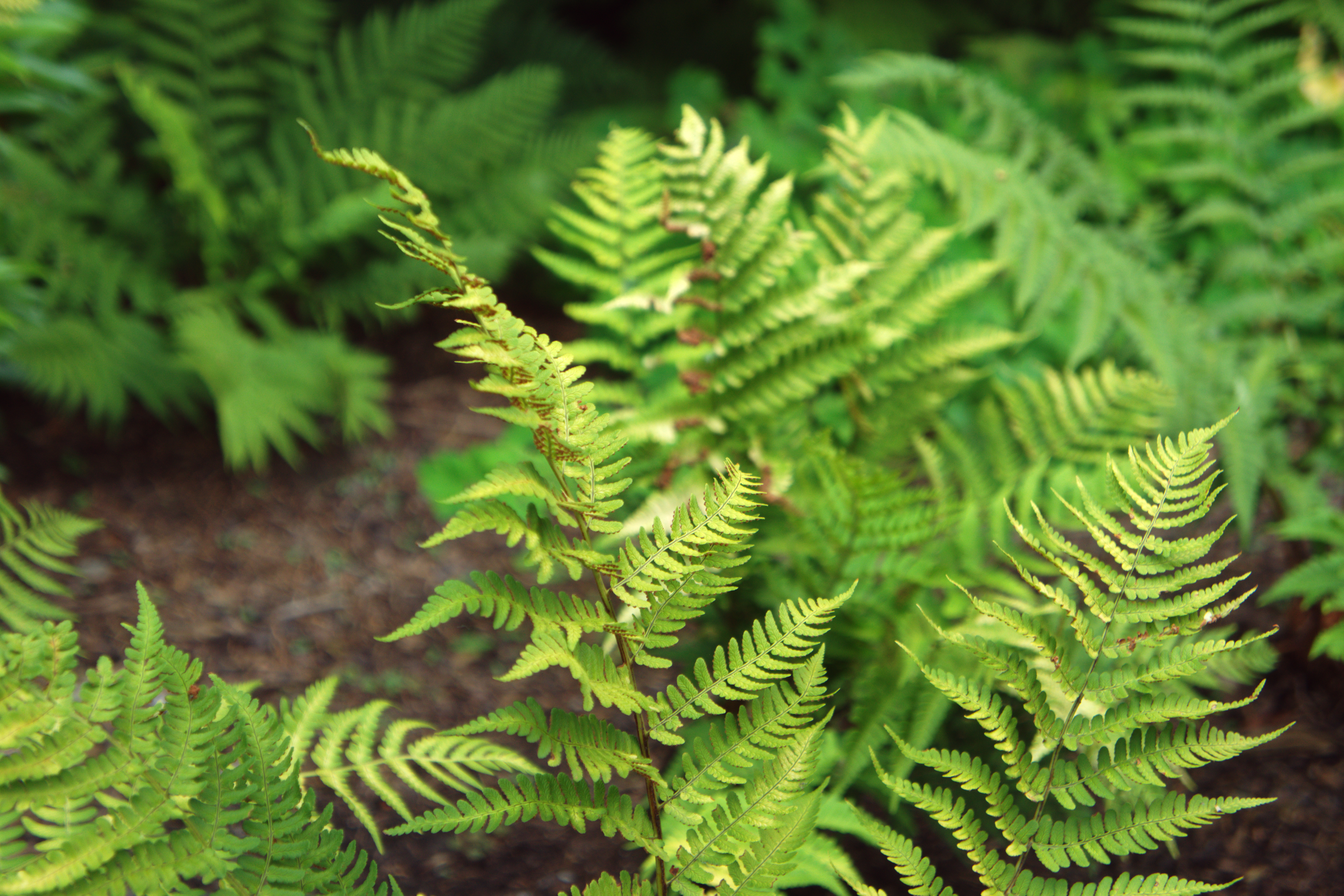
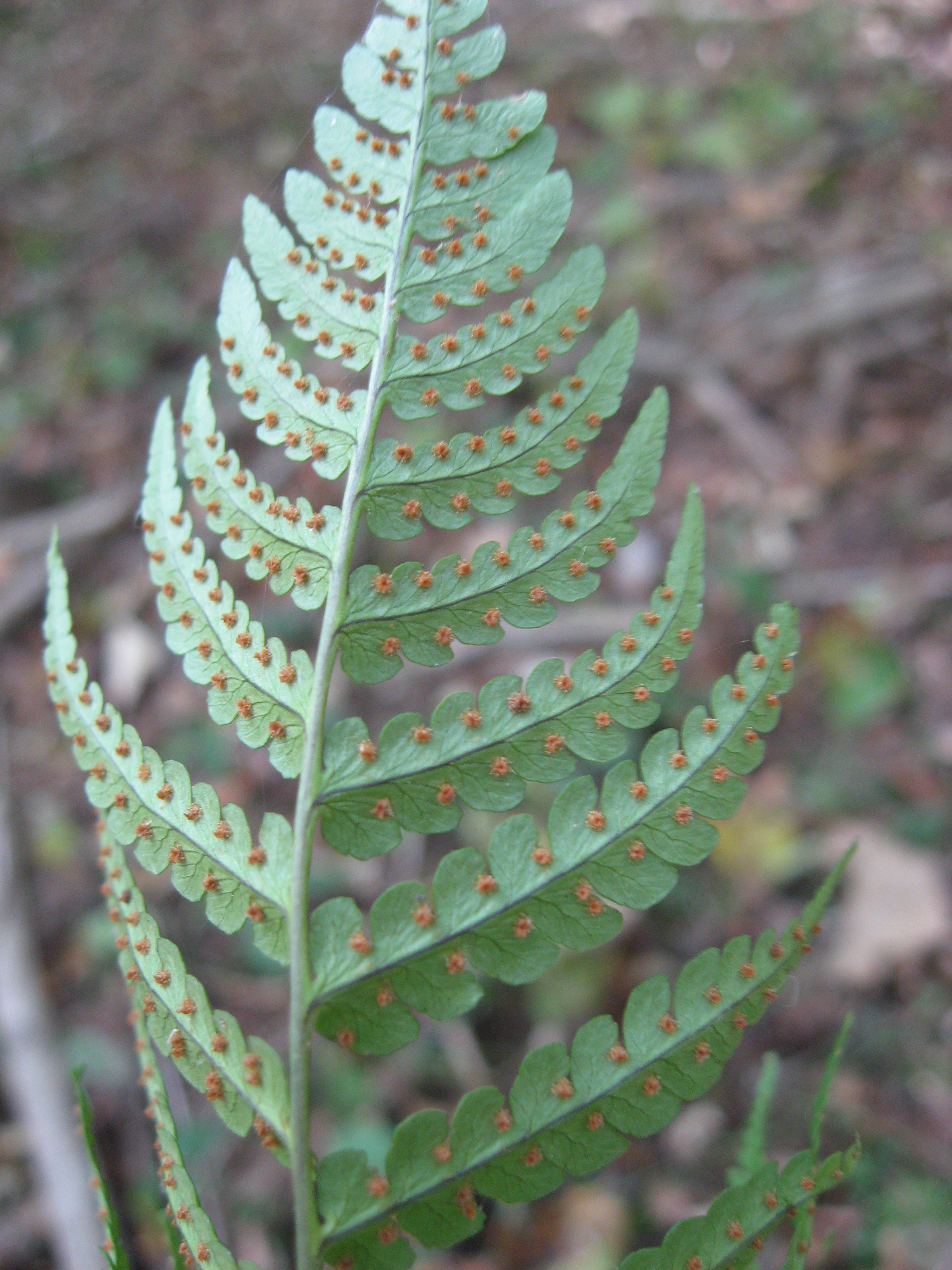
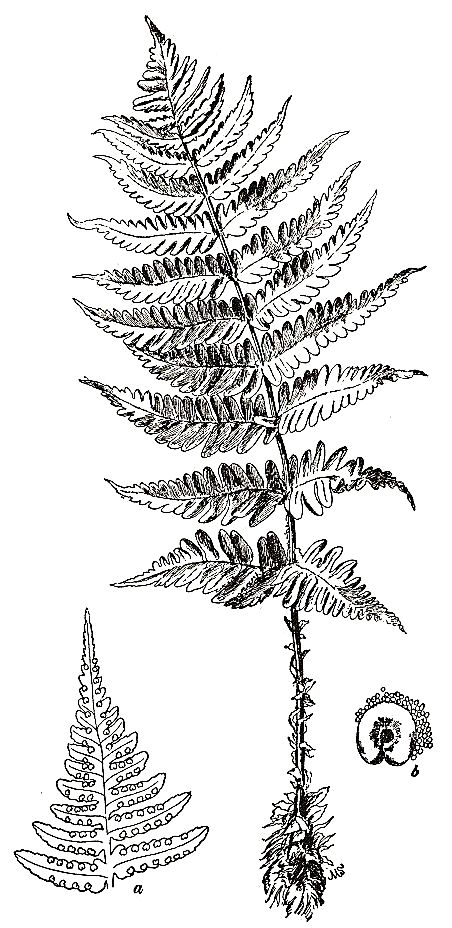